# 550832 Silvanacopceski
550832 Silvanacopceski este o planetă minoră (asteroid) din centura de asteroizi. A fost descoperită pe 7 iulie 2007 la Charleston⁠(d) de . 
Obiectul prezintă o orbită caracterizată de o semiaxă mare de 2,5787343155879 UAi, o excentricitate de 0,098849516314757, o înclinație de 5,6467366563011 ° în raport cu ecliptica.